# Oskar Janson
Oskar Janson (* 11. Juni 1919 in Sassenheim; † 14. April 2011) war ein deutscher Manager. 
Oskar Janson studierte Betriebswirtschaftslehre an der Universität zu Köln und wurde dort zum Dr. rer. pol. promoviert.
Janson war Vorstandsmitglied der Deutsche Edelstahlwerke AG, später Mitglied des Vorstandes der Thyssen Handelsunion AG in Düsseldorf und von 1973 bis 1984 Vorstandssprecher der Thyssen Niederrhein AG. In seiner Amtszeit wurde 1980 wurde am Standort Oberhausen das damals größte Elektrostahlwerk Deutschlands in Betrieb genommen. Für Thyssen Niederrhein saß er auch im Verwaltungsbeirat der Commerzbank. 2010 lebte er im Essener Stadtteil Kettwig.